# 波兰葡萄酒

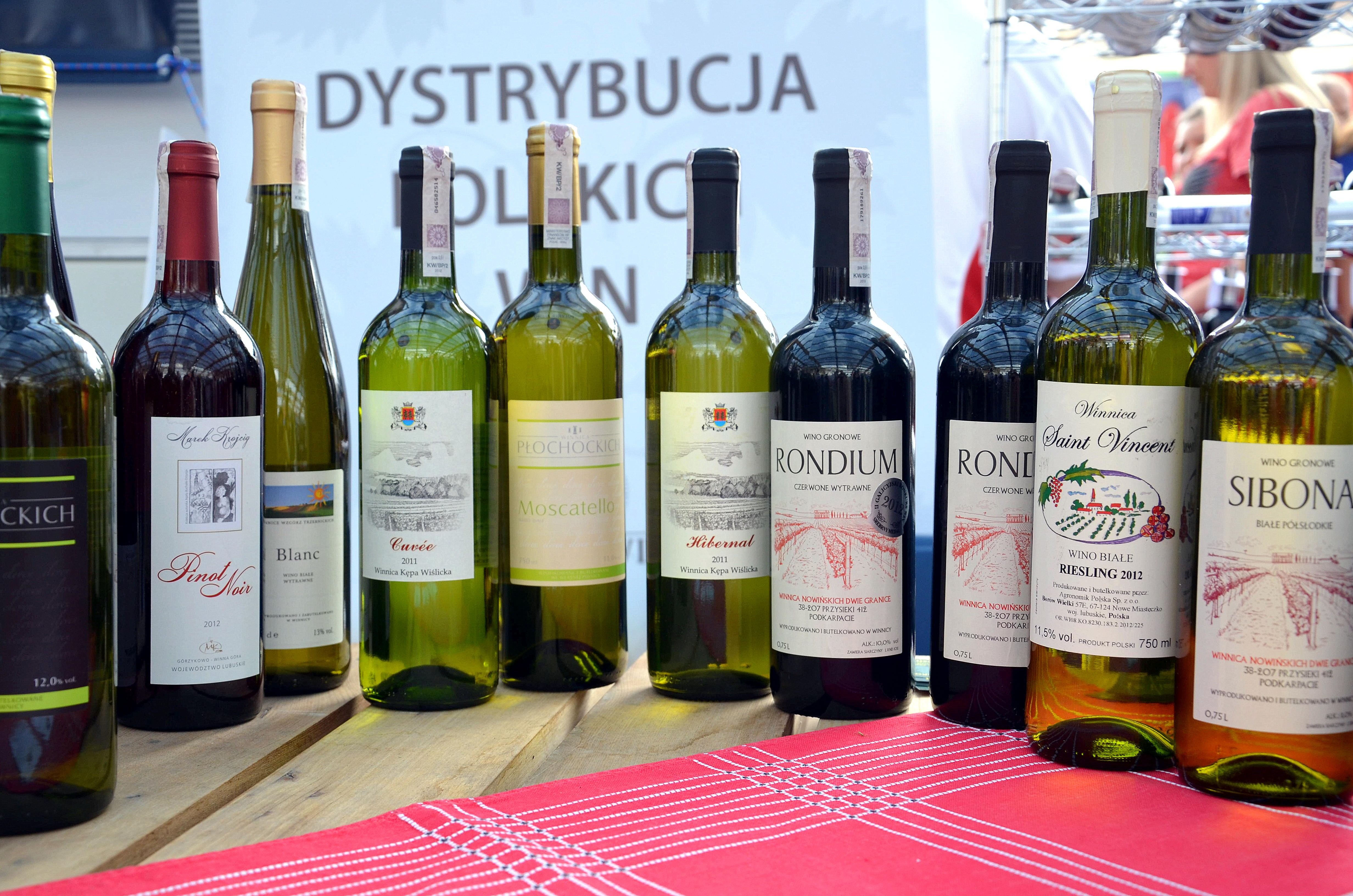
波蘭的葡萄酒

波蘭葡萄酒（波蘭語：Polskie wino）為波蘭所生產的葡萄酒。波蘭的葡萄栽培和起源的歷史可以追溯到十世紀皮亞斯特王朝時期。第二次世界大戰後，大多數釀酒廠在波蘭人民共和國的共產主義政權下被國有化。回歸資本主義後，市場經濟回歸，國際葡萄酒公司重新遷入，隨後出現了一段整合期。大型酒莊已採用現代葡萄酒生產方法，並採用歐盟的葡萄酒法規，保證了葡萄酒的品質。如今，波蘭的葡萄酒產業共有151家正式註冊的酒莊（2016/2017產季），按照2008年頒布並更新的國家葡萄酒法的規定，在波蘭銷售和生產葡萄佐餐用酒。

## 產地

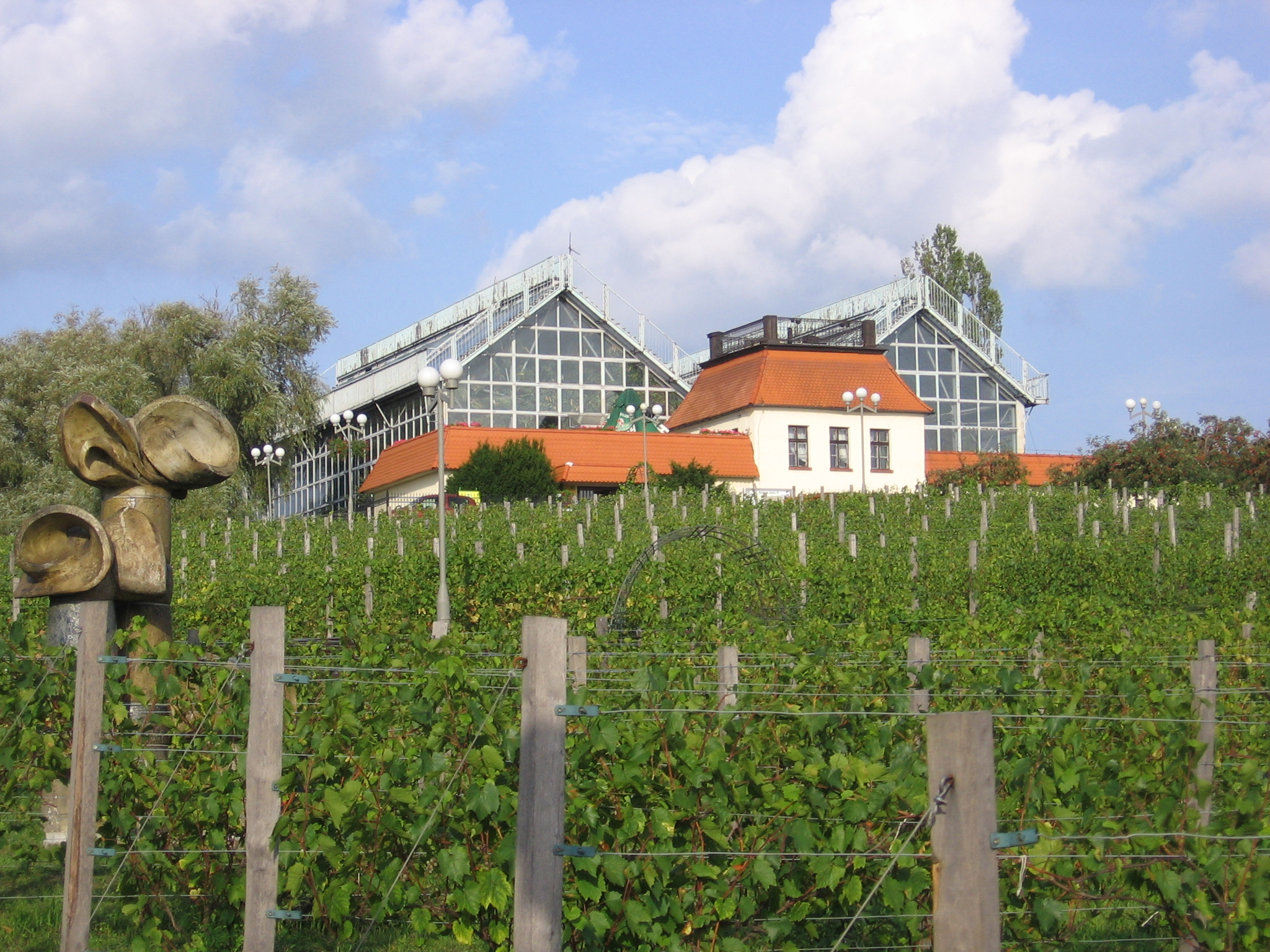
波蘭綠山城的葡萄園

波蘭西部盧布斯卡省的綠山城被稱為波蘭的“葡萄酒之城”。目前为波兰两大葡萄栽培和白葡萄酒酿造地区之一，當地第一座葡萄酒厂建造于1214年左右。从1852年起，一年一度的綠山城葡萄酒節会在这里举办。

## 波蘭的葡萄酒產區
- 盧布林
- 下西里西亞
- 小波蘭
- 喀爾巴阡山省

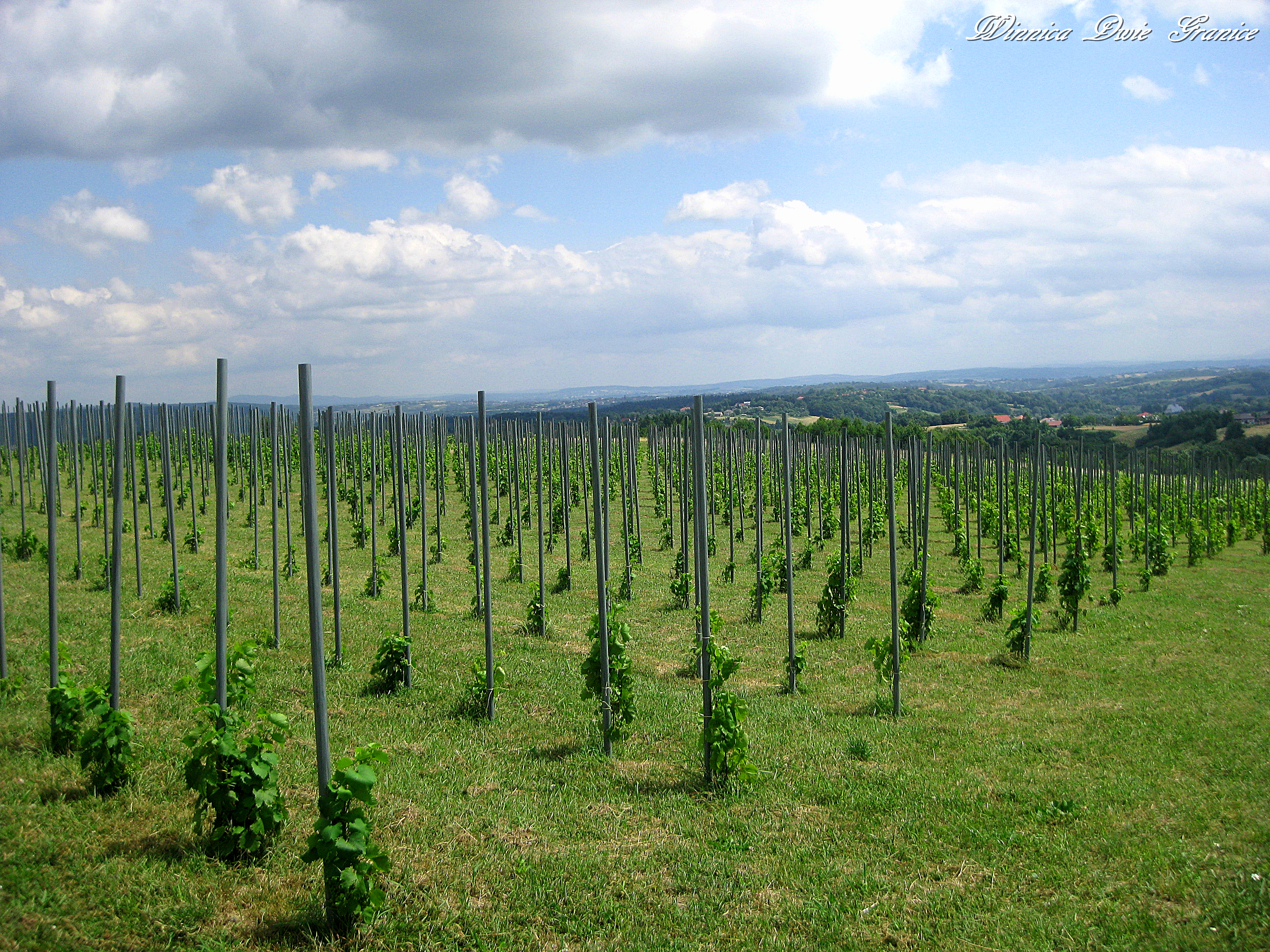
位於巴查爾·戈爾尼，喀爾巴阡山省的酒莊

先前的葡萄酒生產主要集中在波蘭的南部（盧布林、下西里西亞、小波蘭和喀爾巴阡山省）；現在波蘭國內各地皆有生產葡萄酒。